# Psicrometria

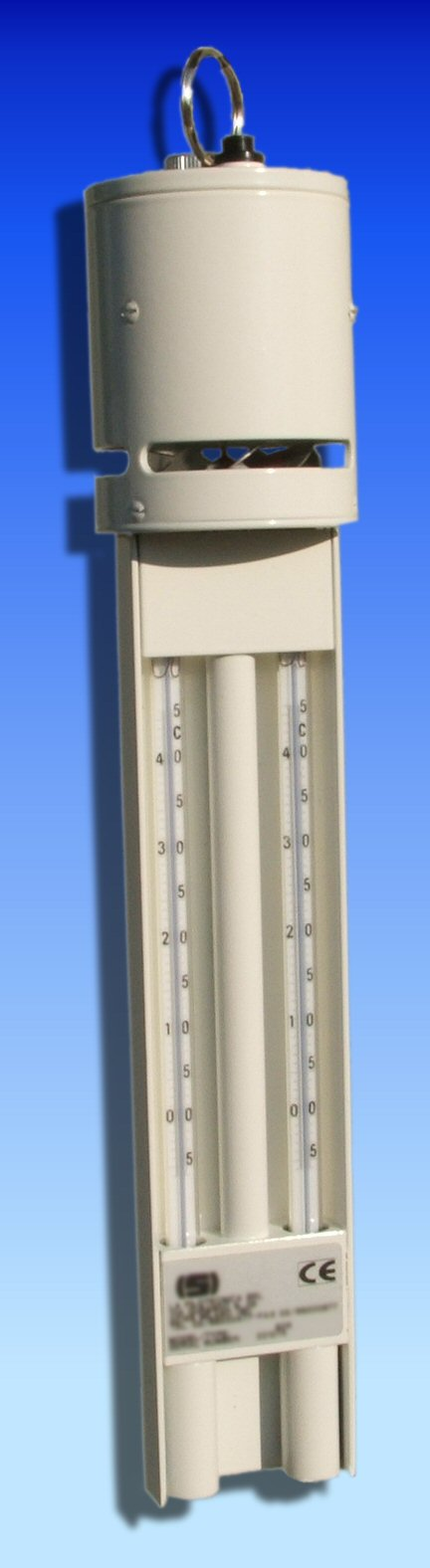
Psicrómetre d'Asmann de circulació forçada

La psicrometria és una branca de la ciència que tracta de les propietats termodinàmiques de l'aire humit i de l'efecte de la humitat atmosfèrica sobre els materials i sobre el confort humà. Aquest aire, conegut com a aire humit està constituït per una barreja d'aire sec i vapor d'aigua.
L'aire sec és una barreja de diversos gasos, sent la composició general la següent: 
- Nitrogen: 77%
- Oxigen: 22%
- Diòxid de carboni i altres gasos : 1%

L'aire té la capacitat de retenir una quantitat variable de vapor d'aigua amb relació a la temperatura de l'aire. A menor temperatura, menor quantitat de vapor i a major temperatura, major quantitat de vapor d'aigua; a pressió atmosfèrica constant.
També es considera que és un mètode per a controlar les propietats tèrmiques de l'aire humit i es representa mitjançant el diagrama psicromètric.

## Usos
És una branca útil per a la conservació d'aliments en cambres frigorífiques, climatització de locals i processos d'assecat.

## Instruments
Atès que sorgeix de la combinació principal de la temperatura i la humitat s'utilitzen instruments especials per al seu mesurament com el psicròmetre i amb el suport d'àbacs i taules poden utilitzar-se termòmetres de bulb humit i bulb sec, termohigrògrafs, higròmetres i similars.

## Diagrama psicromètric

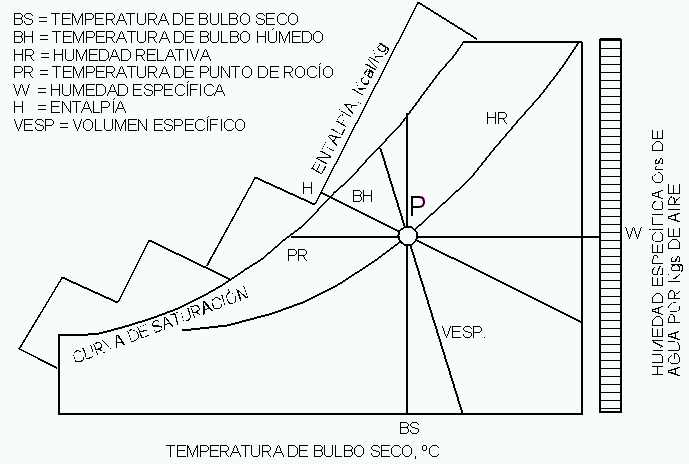
Diagrama Psicromètric conceptual

És un diagrama que relaciona múltiples paràmetres relacionats amb una barreja d'aire: temperatura, humitat relativa, humitat absoluta, punt de rosada, entalpia o calor total, calor sensible, calor latent i volum específic de l'aire.
El diagrama no és constant, ja que és variable amb l'altura sobre el nivell del mar. És usual en la bibliografia trobar-lo per a l'altura a nivell del mar. S'utilitza en Arquitectura i Enginyeria en l'ensenyament de les instal·lacions termomecàniques en edificis per al dimensionament de sistemes de calefacció i aire condicionat

## Canvi en la condició de l'aire
Els processos de calefacció, refrigeració, humidificació i deshumidificació que tenen lloc en l'acondicionament de l'aire modifiquen la condició de l'aire des de la representada pel punt d'estat inicial en l'àbac fins a una condició diferent, representada per un segon punt en l'àbac.
Hi ha cinc processos possibles: 
- Processos de calor sensible constant (indicats per una temperatura de bulb sec constant).
- Processos de calor latent constant (indicats per un contingut d'humitat constant i una temperatura de punt de rosada constant).
- Processos d'entalpia constant o adiabàtics (indicats per una temperatura de bulb humit constant).
- Processos d'humitat relativa constant (tots els altres factors varien).

O, finalment, una modificació que representa una combinació qualsevol dels anteriors i que no procedeix al llarg de cap de les línies de processos anteriors.
Per a això ha d'observar-se novament: 
- Les línies de bulb sec són línies de calor sensible constant.
- Les línies de punt de rosada són línies de calor latent constant.
- Les línies de bulb humit són línies de calor total constant (entalpia constant).